# Viticulture biologique

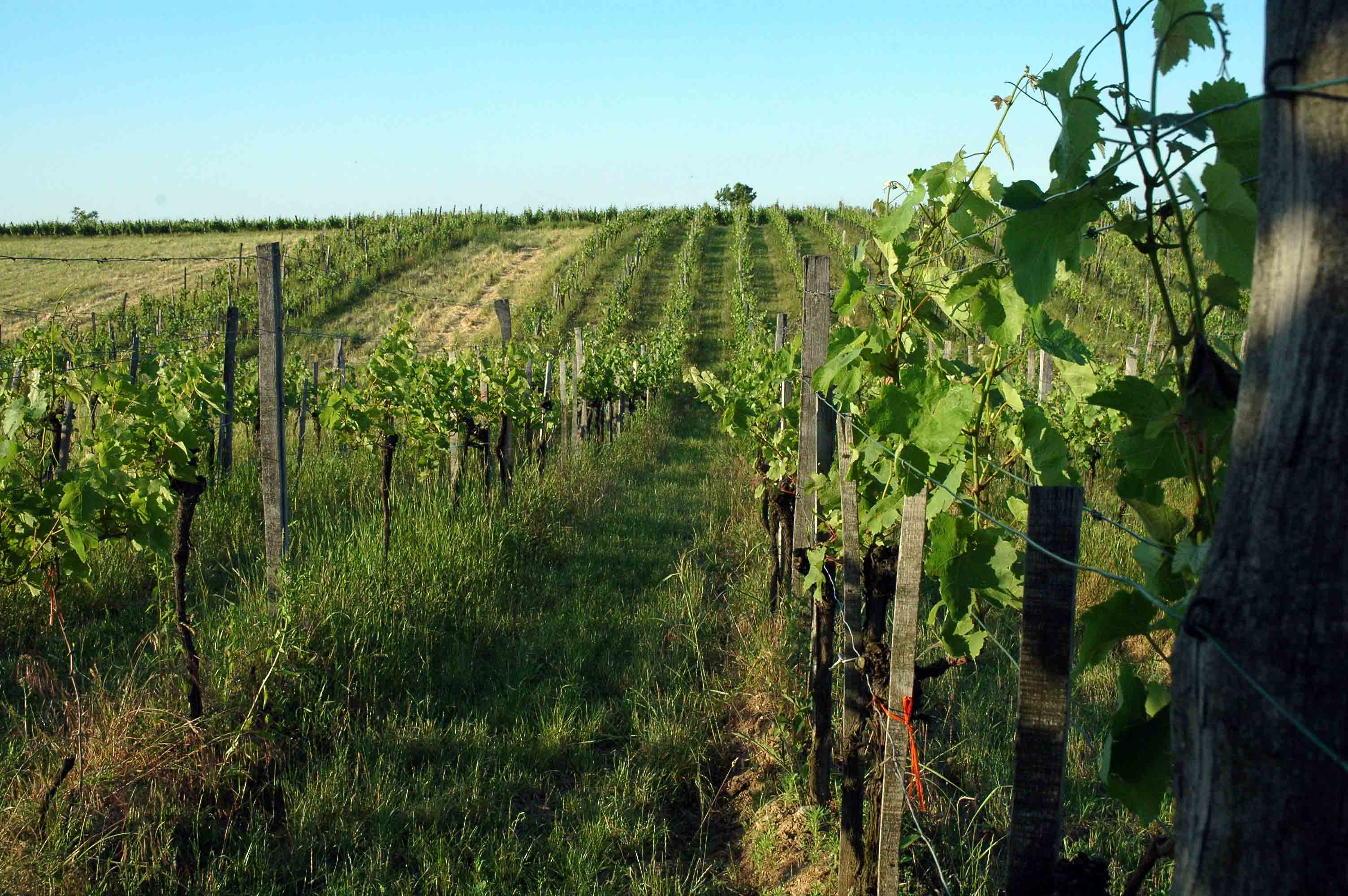
Vignoble conduit en viticulture biologique en Autriche.

La viticulture biologique est une pratique de la viticulture selon les principes de l'agriculture biologique.
La viticulture biologique se contraint à ne pas utiliser des molécules organiques de synthèse, favorise la lutte naturelle entre les espèces, la vie des sols, la pérennité des espèces animales et végétales et leurs écosystèmes naturels.
Elle est régie par le règlement européen CE 2092/911, et depuis 2012 une réglementation encadre spécifiquement la production de vin biologique. Cette réglementation fait suite à celle qui encadrait la production de raisins issus de la viticulture biologique.

## Historique

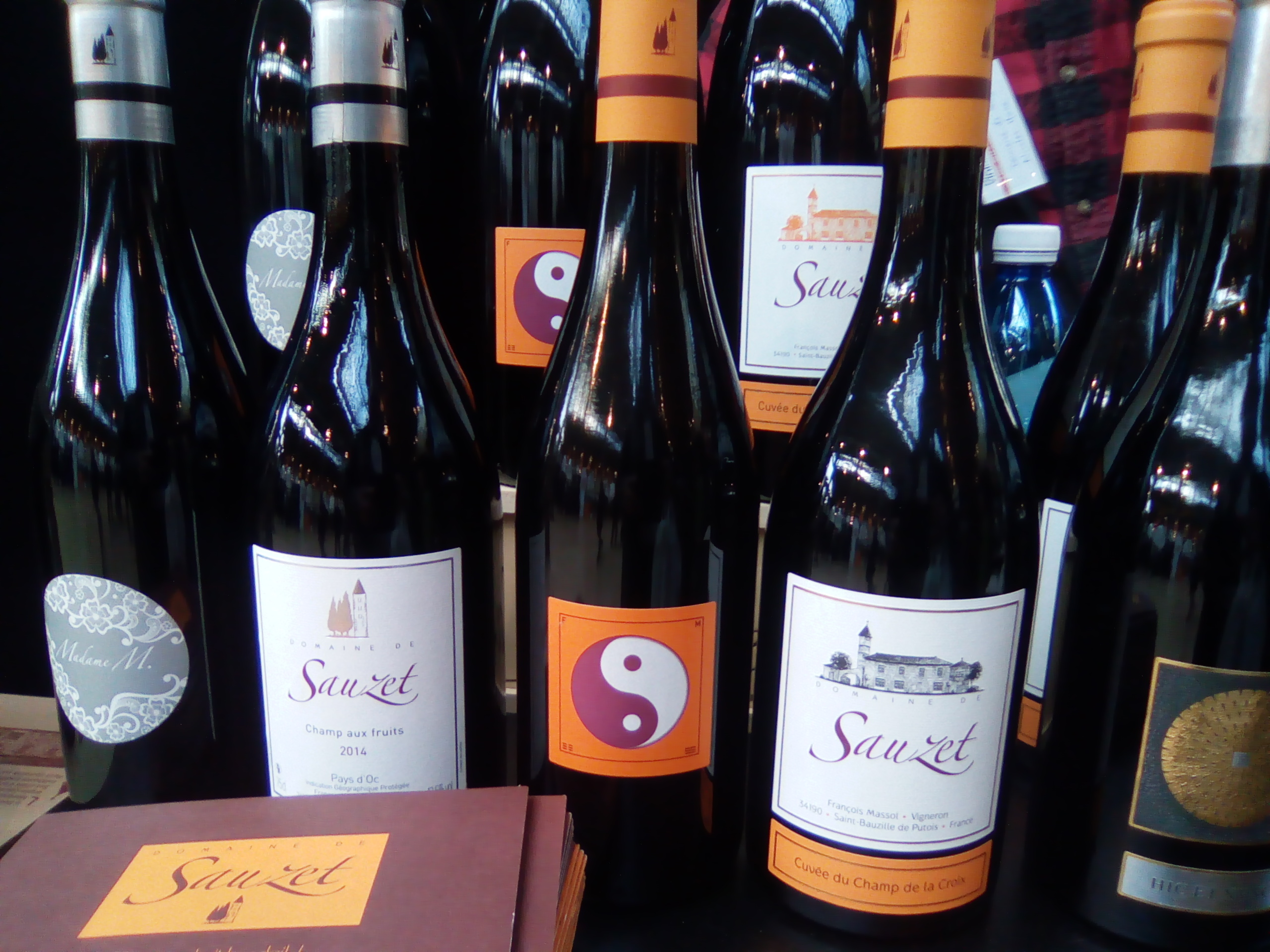
Stand sur un salon de viticulteurs bio à Paris.

Une des raisons de l'augmentation de la surface cultivée en viticulture biologique est une volonté d'amélioration de la santé, de la part des viticulteurs et des consommateurs. Le fait de ne plus respirer ou être en contact avec les engrais, insecticides, fongicides et désherbants chimiques pousse à se tourner vers d'autres traitements. Une autre raison, plus commerciale, est qu'il existe aujourd'hui un véritable marché de produits agricoles bio, notamment à l'export, débouché de 70 % des vins bio produits en France.
La surface augmente légèrement depuis les années 2000, au début des années 2010 en France, l'augmentation de la surface nouvellement cultivée en viticulture biologique augmente considérablement avant d'observer une stagnation.

## Méthodes
La viticulture biologique utilise des méthodes de travail spécifiques, dans le cadre de l'entretien des sols, de la lutte contre les insectes, et des traitements de la vigne.

## Certification

Logo du label Agriculture biologique français.

Logo biologique européen.

Les certifications pour la viticulture biologique sont réalisées par un organisme de contrôle indépendant de la marque qui est contrôlée. En 2011, il y avait six organismes de contrôle en France, tous agréés par le ministère de l'Agriculture, l'INAO et la DGCCRF.
- Le label AB certifie la « production » du raisin suivant les critères bio de l'Union européenne, il est réservé à la certification de la production bio du raisin bio[4] ;
- Écocert est un organisme de certification[4] ;
- Demeter est un organisme gestionnaire de marque pour la production et pour la transformation[4].

De son côté, le label Charte FNIVAB ne s'applique que sur des vins de vignobles agréés « agriculture biologique ». Le label FNIVAB certifie la « transformation » du raisin en vin, suivant les critères FNIVAB.

### Fonctionnement
Un de ces organismes de contrôle, se présente chez le vigneron adhérent du cahier des charges spécifiques. Il vérifie tous les points de conformité en intrants, doses et procédés. Il envoie ensuite ce rapport d'audit à la commission de vérification de ces dossiers au sein de la marque. Cette commission évalue l'importance des manquements et intervient auprès du vigneron pour faire compléter le dossier et ensuite elle délivre ou non le certificat de conformité pour utiliser la marque et son logo. Les contrôles ne sont pas systématiques, peuvent être effectués de manière aléatoire ou sur demande.

## Production

### Europe
En 2014, étaient cultivés dans l'Union Européenne plus de 251 200 hectares de vigne en viticulture biologique.

#### France
Le nombre d'exploitations en viticulture biologique était d'une dizaine au début des années 1980. 
Le Languedoc-Roussillon, les Midi-Pyrénées et l'Aquitaine arrivent en tête des surfaces en viticulture biologique, ce qui correspond également aux proportions des régions dans la surface plantée du vignoble français.
En 2011, la surface de vignes en conversion vers la viticulture biologique (3 années nécessaires) est de 32 394 hectares, soit plus importante que la surface en production déjà certifiée biologique à cette même époque, qui est, elle, de 28 662 hectares. Cela montre l'engouement de la viticulture pour cette méthode de culture.
La viticulture biologique représente 9 % du vignoble en 2016, soit 70 740 hectares, cultivés par 5263 exploitations viticoles.
| Année | Nombre d'exploitations | Surface (ha) | Surface (ha)      | Surface (ha)  | Surface (ha)      | Surface (ha) | Part du vignoble total français (%), |
| Année | Nombre d'exploitations | Réelle       | Part du total (%) | En conversion | Part du total (%) | Totale       | Part du vignoble total français (%), |
| ----- | ---------------------- | ------------ | ----------------- | ------------- | ----------------- | ------------ | ------------------------------------ |
| 2001  | 1 287                  | 8 156        | 61 %              | 5 270         | 39 %              | 13 426       | 1,6 %                                |
| 2002  |                        | 10 150       | 68 %              | 4 863         | 32 %              | 15 013       | 1,8 %                                |
| 2003  |                        | 11 491       | 71 %              | 4 768         | 29 %              | 16 259       | 1,9 %                                |
| 2004  |                        | 12 557       | 76 %              | 3 871         | 24 %              | 16 428       | 1,9 %                                |
| 2005  | 1 500                  | 13 956       | 81 %              | 3 309         | 19 %              | 17 265       | 2,0 %                                |
| 2006  |                        | 14 193       | 75 %              | 4 615         | 25 %              | 18 808       | 2,2 %                                |
| 2007  | 1 907                  | 14 632       | 65 %              | 7 877         | 35 %              | 22 509       | 2,7 %                                |
| 2008  | 2 301                  | 15 663       | 56 %              | 12 526        | 44 %              | 28 189       | 3,5 %                                |
| 2009  | 3 024                  | 17 492       | 45 %              | 21 654        | 55 %              | 39 146       | 5,0 %                                |
| 2010  |                        | 21 403       | 43 %              | 28 865        | 57 %              | 50 268       | 6,5 %                                |
| 2011  |                        | 28 662       | 47 %              | 32 394        | 53 %              | 61 056       | 8,0 %                                |
| 2012  |                        | 40 449       | 62 %              | 24 351        | 38 %              | 64 800       | 8,6 %                                |
| 2013  | 4 916                  | 49 262       | 76 %              | 15 347        | 24 %              | 64 609       | 8,6 %                                |
| 2014  | 5 088                  | 54 700       | 83 %              | 11 510        | 17 %              | 66 210       | 8,8 %                                |
| 2015  |                        |              |                   |               |                   |              |                                      |
| 2016  | 5 263                  |              |                   |               |                   | 70 740       | 9,0 %                                |